# NGC 353
NGC 353 este o galaxie spirală barată situată în constelația Balena. A fost descoperită în 10 noiembrie 1885 de către Lewis Swift.